# Casa de les Bombes
La Casa de les Bombes és un edifici del municipi de Peralada (Alt Empordà) inclòs en l'Inventari del Patrimoni Arquitectònic de Catalunya.

## Descripció
Es tracta d'un casal de planta rectangular i allargada, que es troba al darrere de l'església de Sant Martí. Aquest edifici havia estat l'antic hospital, més tard va servir per guardar els carros dels bombers –d'aquí li ve el nom de «Casa de les Bombes»–, més endavant va ser destinat a escola i, finalment, com a habitatge. Aquest edifici actualment està en ruïnes, però estava compost per sis crugies paral·leles al carrer i comunicades per cinc arcs apuntats de pedres escairades, dels quals se'n conserven dos. El sostre és de cairats de fusta. La planta del pis segueix la mateixa estructura de crugies i estava cobert per una teulada a dues aigües. La façana, tot i estar molt malmesa, conserva un pou, tapat actualment, i l'arrebossat, que ha desaparegut en la seva major part, tenia uns esgrafiats que imitaven els carreus.

## Història

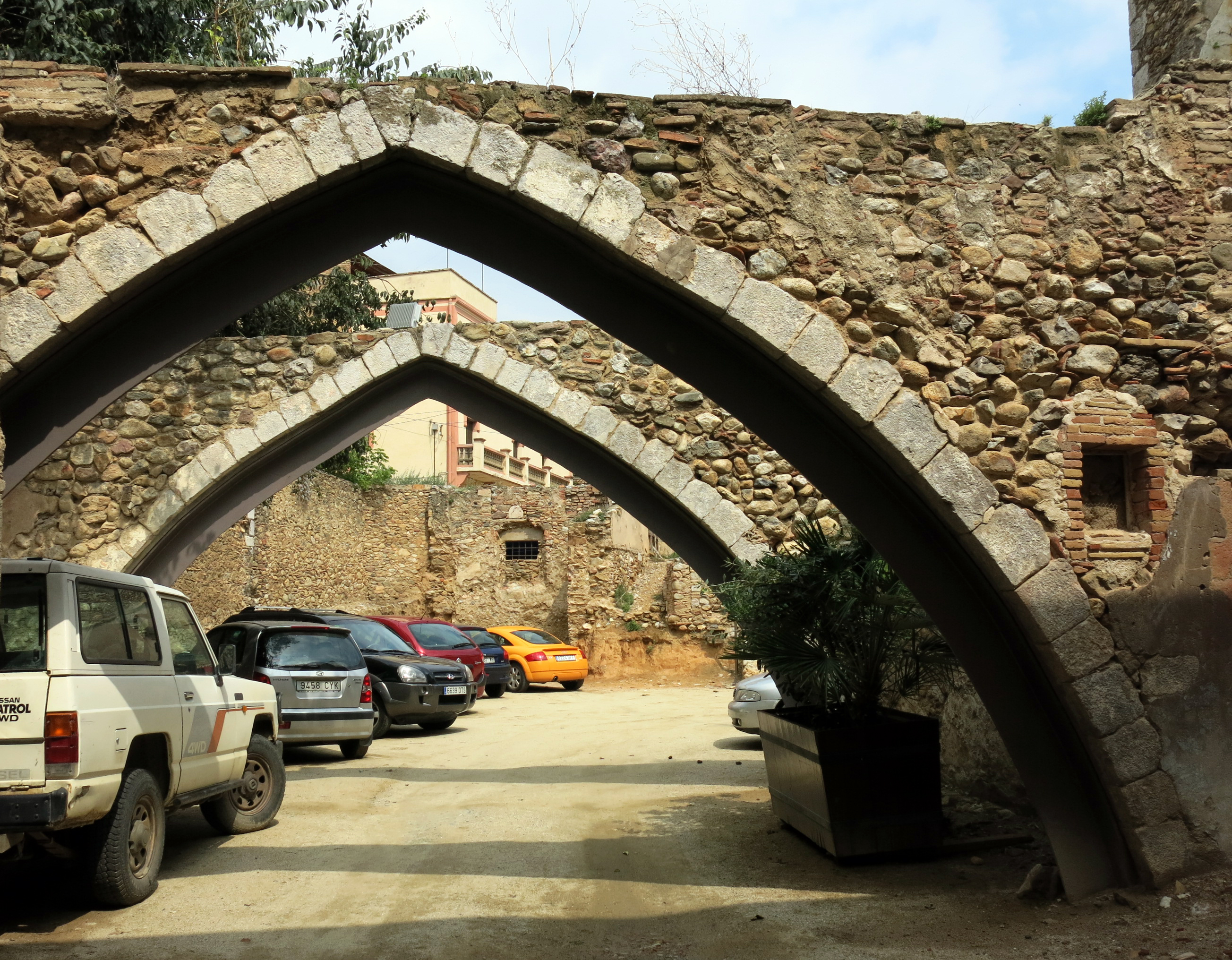
Arcs apuntats de l'antiga edificació que encara es conserven al solar de la casa, actualment destinat a aparcament de vehicles

Antic hospital dels segles xiv i xv, amb el tram final destinat a cementiri. La casa després es va conèixer com la Casa de les Bombes perquè s'hi guardaven els carros per apagar el foc.
L'interior de la construcció ha estat enderrocat, i el solar fou excavat durant l'any 2003. En el decurs d'aquestes excavacions arqueològiques, que van precedir la construcció d'uns habitatges que finalment no s'hi han edificat, es varen trobar 115 esquelets que van ser desenterrats del cementiri de l'hospital, vora un dels quals van aparèixer 25 monedes d'or. Les peces van ser encunyades entre el 1743 i el 1788 a Madrid, Sevilla i Colòmbia i s'hi reprodueixen les efígies de Felip V, Ferran VI i Carles III.
Actualment el solar de la casa es fa servir d'aparcament.